# Condado de Knox (Tennessee)
El condado de Knox (en inglés: Knox County, Tennessee), fundado en 1792, es uno de los 95 condados del estado estadounidense de Tennessee. En el año 2000 tenía una población de 382.032 habitantes con una densidad poblacional de 290 personas por km². La sede del condado es Knoxville.
Su actual alcalde es Glenn Jacobs más conocido en la WWE como Kane.

## Historia
El condado de Knox fue fundado el 11 de junio de 1792 por el gobernador William Blount de partes de los condados de Greene y de Hawkins, uno de los pocos condados creados cuando el estado todavía era sabido como Territorio del Suroeste. Es uno de nueve condados de los Estados Unidos nombrados para el general americano de la Guerra de Independencia de los Estados Unidos y el primer Secretario de Guerra de los Estados Unidos Henry Knox.[4] Partes del condado de Knox se convirtieron más adelante en los condados de Blount (1795), de Anderson (1801), de Roane (1801), y de la Unión (1850).
En 1783, una expedición al Valle Superior del Tennessee dirigida por James White y Francis Alexander Ramsey exploró lo que ahora es el Condado de Knox. El blanco se trasladó a cuál ahora es la comunidad de Riverdale en la parte del este del condado en 1785, y el año siguiente construyó una fortaleza en algunas millas al oeste que evolucionaría en la ciudad de Knoxville. Blount eligió la fortaleza como la capital del Territorio del suroeste en 1790, y dio a la nueva ciudad el nombre "Knoxville" después de su superior, Henry Knox.
Blount comenzó la construcción de la Mansión de Blount, en la década de 1790 temprano. La casa sigue en pie en el centro de Knoxville. Alexander McMillan House, construido a mediados de 1780 por Alexander McMillan (1749-1837), todavía se encuentra en el este del Condado de Knox. La casa del obispo de Alexander, construida por Stockley Donelson en 1793, y una casa de registro construida en el mismo año por Nicholas Gibbs, ambos todavía se colocan en la parte norte del condado. La estación de Campbell, un fuerte y una parada de la diligencia situada en cuál ahora se llama Farragut, fue construida por el capitán David Campbell (1753-1832) en 1787.[8] John Sevier estableció una plantación, conocida como Marble Springs, en la parte sur del condado en la década de 1790. [9]

### La Guerra de Secesión
La localización estratégica del condado de Knox a lo largo de las líneas ferroviarias importantes se hizo un área codiciada por las fuerzas de la unión y de la confederación durante la Guerra de Secesión. Debido a que el terreno montañoso del Este de Tennessee era en su mayoría inadecuado para los cultivos de la plantación como el algodón, la esclavitud no era tan frecuente como en el medio y al oeste de Tennessee - un censo de 1860 del Condado de Knox mostró una población de 20.020 ciudadanos blancos y sólo 2.370 afroamericanos esclavos.[10] La falta de esclavitud combinada con los vestigios de un movimiento abolicionista, una vez fuerte en la región fueron dos de las razones por las que el condado de Knox, junto con gran parte del este de Tennessee, contenía mucho sentimiento pro-Unión. En febrero de 1861, el 89% de los Knox Countians votaron a favor de la votación pro-Unión en un referendo estatal sobre la secesión. El 8 de junio de 1861, el condado votó contra la Ordenanza de Secesión de Tennessee por un margen de 3.108 a 1.226.[11]
Antes de la secesión, los unionistas del condado de Knox colaboraron con otros unionistas del este de Tennessee en un intento de separarse de Tennessee mismo y de seguir siendo parte de la unión. Oliver Perry Temple, un abogado de Knoxville, fue nombrado a una comisión de tres hombres para comparecer ante la Asamblea General en Nashville y pedir que el este de Tennessee y los condados pro-Unión del Medio Tennessee sean autorizados a separarse del estado. El intento falló. El condado de Knox ensambló la confederación junto con el resto de Tennessee después del segundo referéndum para la secesión pasada en 1861.[13]
El condado de Knox permaneció bajo control confederado hasta el 3 de septiembre de 1863, cuando el general Ambrose Burnside y el ejército de la unión marcharon en Knoxville sin oposición. El coronel William Harris de la unión, hijo del senador Ira Harris de Nueva York, escribió a su padre:[10]
Con el éxito de las tropas de Burnside en la Campaña de Knoxville, y especialmente durante la decisiva por la batalla de Fort Sanders, el condado de Knox permaneció bajo el control de la Unión durante toda la Guerra Secesión.

### En la actualidad
A finales del siglo XIX y principios del siglo XX, el Condado de Knox desempeñó un papel importante en la extracción y acabado del mármol de Tennessee, un tipo de piedra caliza utilizada en la construcción de monumentos en los Estados Unidos y Canadá. Once canteras estaban operando en el condado de Knox en 1882, y en diez años ese número se había duplicado. Las canteras notables en Knox incluyeron la cantera de enlace en Concord, una cantera de Evans Company cerca de Forks-of-the-River, y las canteras de Ross-Republic cerca de parque de la isla en Knoxville del sur. Los centros de acabado se localizaron en Lonsdale y en los trabajos de mármol de Candoro en Knoxville del sur.[14][15]

## Geografía
Según la Oficina del Censo, el condado tiene un área total de 1362 km² (525,9 mi²), de la cual 1316 km² (508,1 mi²) es tierra y 44 km² (17,0 mi²) es agua.

### Condados adyacentes
- Condado de Union norte
- Condado de Grainger noreste
- Condado de Jefferson este
- Condado de Sevier sureste
- Condado de Blount sur
- Condado de Loudon suroeste
- Condado de Roane oeste
- Condado de Anderson noroeste

## Demografía
En el 2000 la renta per cápita promedia del condado era de $37,454, y el ingreso promedio para una familia era de $49,182. El ingreso per cápita para el condado era de $21,875. En 2000 los hombres tenían un ingreso per cápita de $35,755 contra $25,140 para las mujeres. Alrededor del 12.60% de la población estaba bajo el umbral de pobreza nacional.

## Lugares

### Ciudades y pueblos
- Farragut
- Knoxville

### Comunidades no incorporadas
- Ball Camp
- Bearden
- Bluegrass
- Byington
- Carter
- Cedar Bluff
- Concord
- Corryton
- Cumberland Estates
- Gibbs
- Halls Crossroads
- Hardin Valley
- Heiskell
- Inskip
- Karns
- Kimberlin Heights
- Lonsdale
- Mascot
- Mt. Olive
- Norwood
- Pedigo
- Powell
- Ramsey
- Ritta
- Riverdale
- Skaggston
- Solway
- Strawberry Plains
- Thorn Grove
- Vestal